# 刘楚信
刘楚信（?—?），五代十国后周至北宋的将领。
石敬瑭割让燕云十六州，刘楚信在辽穆宗时官至莫州刺史。显德六年（959年）四月二十八日，周世宗派遣赵匡胤攻打达瓦桥关，辽国瓦桥关守将平州人姚内斌率城投降，周世宗进入瓦桥关。四月二十九日，刘楚信率莫州城投降。五月初一，后周侍卫亲军都指挥使、天平节度使李重进等人率军陆续到达，辽国瀛州刺史高彦晖率城投降。瓦桥关以南全部平定，周世宗于六月十九去世。次年，赵匡胤陈桥兵变取代后周，建立宋朝。乾德四年（966年），宋灭后蜀，刘楚信被任命为普州刺史。虎捷指挥使吕翰杀死知嘉州客省使武怀节、战棹都监刘汉卿，与全师雄部将刘泽合军五万，赶走刘楚信，杀死普州通判刘沂、虎捷都校冯绍。